# Lorents Petersson
Erik Lorents Petersson (i riksdagen kallad Petersson i Leksand), född 3 oktober 1849 i Skedevi socken, Östergötlands län, död 12 februari 1930 i Leksand, var en svensk präst och politiker.

## Biografi
Petersson tog sin studentexamen i Norrköping 1869 och blev inskriven vid Uppsala universitet samma år. 1870 tog han sin teologisk-filosofisk examen och efter studier i Uppsala och 1873-74 i Tübingen (hos J. T. Beck) blev han teologie kandidat 1876. 1877-78 var han lärare på Beskowska skolan, blev 1878 lektor i kristendom och historia i Hudiksvall och tog sin pastoralexamen 1882. 1885 blev Petersson lektor i kristendom och hebreiska i Västerås samt kyrkoherde i Badelunda församling. 1887 blev han vald till kyrkoherde i Leksands och Djura pastorat, vilket han tillträdde 1889 och behöll detta uppdrag till sin död. Från 1893 till 1929 var han kontraktsprost i Leksands kontrakt. Vid jubelfesten i Uppsala 1893 blev han teologie doktor. 
Petersson intog en framskjuten plats bland sitt stifts prästerskap, han var starkt delaktig i den kyrkliga utvecklingen särskilt i fråga om ungdomsvård och församlingsdiakoni. 1911-15 var han ledamot av Svenska kyrkans missionsstyrelse. 

### Riksdagsman
1903–1911 var Petersson konservativ ledamot av första kammaren, invald av Kopparbergs läns valkrets. Han var därunder 1909–1911 ledamot av lagutskottet och togs dessutom i anspråk för särskilda utskott, bl. a. för reglering av prästerskapets löner och boställsordning (1908, 1909 och 1910). Partipolitiskt tillhörde han 1903 till 1909 Första kammarens protektionistiska parti och från 1910 till 1911 det förenade högerpartiet.

### Familj
Petersson var son till bruksförvaltaren Lars Johan Petersson och Karolina Eriksson. Han gifte sig 1878 med Anna Hildegard Lundström (född 1855 i Maria Magdalena församling i Stockholm, död 1918 i Leksand), dotter till Johan Ferdinand Lundström och Christina Carolina Roman. Paret Petersson fick fem barn:
- Ingrid, född 1881
- Ivar, född 1883
- Yngve Lorents, född 1887. Historiker och redaktör.
- Kerstin, född 1891
- Brita, född 1898